# Athena Tessera
L'Athena Tessera è una formazione geologica della superficie di Venere.
Prende il nome da Atena, dea greca della sapienza.